# Episodi de Il libro della giungla (serie animata 2010) (seconda stagione)

## Lista episodi
| Nº | Titolo originale               | Titolo italiano                 | Prima TV USA      | Prima TV ITA |
| -- | ------------------------------ | ------------------------------- | ----------------- | ------------ |
| 1  | Pavo The Peacock               | Il raduno dei pavoni            | 11 luglio 2015    |              |
| 2  | The Bear Facts                 | Baloo prende una cotta          | 11 luglio 2015    |              |
| 3  | Mowgli's Cub                   | Il cucciolo di Mowgli           | 18 luglio 2015    |              |
| 4  | Mowgli's Ghost                 | Il fantasma di Mowgli           | 18 luglio 2015    |              |
| 5  | Journey to the Nesting Grounds | L'isola delle tartarughe        | 25 luglio 2015    |              |
| 6  | Mowgli The Thief               | Mowgli il ladro                 | 25 luglio 2015    |              |
| 7  | Show Me the Honey              | Miele medicinale                | 1 agosto 2015     |              |
| 8  | Come Fly with Me               | Vieni a volare con me           | 1 agosto 2015     |              |
| 9  | Truth Or Dare                  | Il baffo                        |                   |              |
| 10 | Banzai Bananas                 | Banana Banzai                   |                   |              |
| 11 | Who's Laughing Now             | Il gioco del mimo               |                   |              |
| 12 | Home Wreckers                  | I demolitori di case            |                   |              |
| 13 | The Sun Dance                  | La danza del Sole               |                   |              |
| 14 | Kitty Kat Khan                 | Kitty Kat Khan                  |                   |              |
| 15 | SOS Eggs                       | SOS Uova                        | 22 agosto 2015    |              |
| 16 | Mowgli and the Sambar Deer     | Mowgli e il cervo Sambar        | 22 agosto 2015    |              |
| 17 | Jackal in Wolf's Clothing      | Lo sciacallo travestito da lupo | 29 agosto 2015    |              |
| 18 | Trumpet Trouble                | Una prova per Hita              | 29 agosto 2015    |              |
| 19 | Panther in Distress            | La pantera sofferente           | 5 settembre 2015  |              |
| 20 | Blind as a Bear                | Gli occhiali di Baloo           | 5 settembre 2015  |              |
| 21 | The Python's Hiccups           | Il singhiozzo del pitone        | 12 settembre 2015 |              |
| 22 | The Jungle Champion            | Il campione della giungla       | 12 settembre 2015 |              |
| 23 | The Elephant Call              | Il richiamo dell'elefante       | 19 settembre 2015 |              |
| 24 | Birthday Fish                  | Buon compleanno Baloo!          | 19 settembre 2015 |              |
| 25 | Team Work                      | Lavoro di squadra               | 26 settembre 2015 |              |
| 26 | Birds of a Feather             |                                 | 26 settembre 2015 |              |
| 27 | Temple of the Wolf: Part 1     | Il tempio del lupo: parte 1     | 3 ottobre 2015    |              |
| 28 | Temple of the Wolf: Part 2     | Il tempio del lupo: parte 2     | 3 ottobre 2015    |              |
| 29 | Stranded                       |                                 | 10 ottobre 2015   |              |
| 30 | Wake Up!                       |                                 | 10 ottobre 2015   |              |
| 31 | Child's Play                   | Il piano Tabaqui                | 17 ottobre 2015   |              |
| 32 | A Shot in the Dark             |                                 | 17 ottobre 2015   |              |
| 33 | The Legend of Amber            |                                 | 24 ottobre 2015   |              |
| 34 | Fly Away                       | Rikki pilota d'aquilone         | 24 ottobre 2015   |              |
| 35 | A Nose for Trouble             | Darzee al comando               |                   |              |
| 36 | The Voice of Power             | Il potere della voce            |                   |              |
| 37 | Reaching for the Sky           | Il lago delle gru               |                   |              |
| 38 | The Invisible Man Cub          | Il mango perfetto               |                   |              |
| 39 | The Howling Moon               | La luna rossa                   |                   |              |
| 40 | Shell Game                     |                                 |                   |              |
| 41 | Star Falls                     |                                 |                   |              |
| 42 | Thick Skin                     |                                 |                   |              |
| 43 | Missing Appu                   | Nascondino nel tempio           |                   |              |
| 44 | Panther Therapy                | È solamente acqua!              |                   |              |
| 45 | Tabaqui the Hunter             | Tabaqui, il cacciatore          |                   |              |
| 46 | Most Beautiful Bird            | Il concorso di bellezza         |                   |              |
| 47 | Footprints                     |                                 |                   |              |
| 48 | Super Bird                     | Super Darzee                    |                   |              |
| 49 | Junglewise                     | L'esame                         |                   |              |
| 50 | Grudge Match                   | I tesori più preziosi           |                   |              |
| 51 | The Broken Baton               | Il bastone da parata            |                   |              |
| 52 | Rangoo on The Run              | Lo smeraldo del re              |                   |              |